# オリジンズ宇宙望遠鏡
オリジンズ宇宙望遠鏡（Origins, OST）は、遠赤外線サーベイ宇宙望遠鏡ミッションのコンセプトスタディである。策定前の予備的なコンセプトで、NASAの大型戦略科学ミッションに選定される可能性があるため、2019年の米国の10年間調査レポートに提出された。オリジンズ宇宙望遠鏡は、赤外線と新しい分光能力を用いて、星形成と天の川内の星間物質のエネルギーと物理的状態を研究するための一連の新しいツールを提供することになる。
主に国際社会のメンバーで構成される研究グループは、ミッションアーキテクチャの科学的識別と科学的推進力を優先した。研究グループは、国際的な天文学コミュニティからの意見を利用した。そのような大きな使命は、それを実現するために国際的な参加と支援を必要とするといったもの。

## 概要
2016年、NASAは、大規模な戦略的科学ミッションのために4つの異なる宇宙望遠鏡の検討を開始した。それらは、居住可能な太陽系外惑星イメージングミッション（HabEx）、大型紫外可視赤外線望遠鏡（LUVOIR）、オリジンズ宇宙望遠鏡（オリジンズ）、およびリンクスX線天文台である。 2019年に、4つのチームは最終レポートを全米科学アカデミーに提出した。全米科学アカデミーの独立した天文学および天体物理学の10年間の調査レポートは、 NASAにどのミッションを最優先すべきかをアドバイスしている。資金提供された場合、 オリジンズ宇宙望遠鏡は約2035年に打ち上げられる。

## 進化するコンセプト

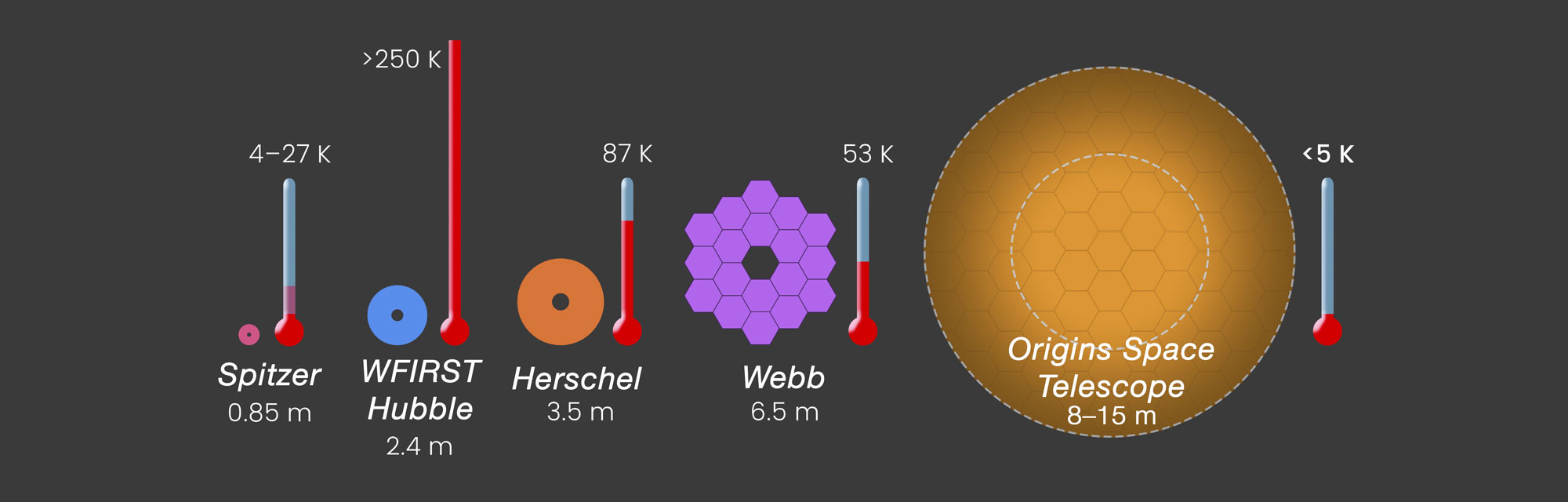
オリジンズ宇宙望遠鏡（オリジンズ）の想定される鏡の直径図

ロードマップでは、ハーシェル宇宙天文台（従来の遠赤外線望遠鏡である）よりも感度が大きく向上し、角度分解能が少なくとも4桁向上した中・遠赤外線宇宙望遠鏡（近・中赤外線のジェーム・ズウェッブ宇宙望遠鏡とは対照的）が想定されている。ミッションの開発は、宇宙望遠鏡の技術的要求を確立するための主要な科学推進要因を特定することに依存している。ワークグループはこれらの基本的な科学テーマを特定した。
- 宇宙の夜明けと再電離
- 銀河とブラックホールの進化
- 局所銀河と天の川銀河の体積
- 星間物質
- 原始惑星系円盤、惑星形成、太陽系外惑星、星形成、進化した星
- 太陽系

### 水の輸送
この望遠鏡では、星間物質から惑星形成円盤の内部、星間雲、原始惑星系円盤、地球までの氷とガスとしての水の輸送を研究し、居住可能な惑星に必要な水の量と利用可能性を理解することを初期の予備目標としている。太陽系では、彗星の重水素/水素比の分子遺伝を追跡することで、初期の地球に水を供給する彗星の役割を明らかにする予定である。

## 予備的特徴
オリジンズ宇宙望遠鏡は、口径9.1m（コンセプト1）または5.9m（コンセプト2）の望遠鏡を用いて、中・遠赤外線領域での天体観測と天体物理学を行うものである 。この望遠鏡は、検出器を約50mK、望遠鏡光学系を約4Kに冷却する極低温システムを必要とし、これまでの遠赤外線望遠鏡の100倍から1000倍の感度を達成すると期待されている。
3.3〜25μmの波長域での太陽系外惑星の観測をターゲットとし、居住可能温度（〜300K（27℃））の小型で暖かい惑星の大気の温度測定と生命の基礎化学成分の探索、大気組成の測定などを行う。これは、トランジット分光法とコロナグラフによる直接撮像を組み合わせることで実現される。重要な大気観測として、アンモニア(NH4、窒素のユニークなトレーサー）、9μmオゾン線（オゾン、O3 は重要な生物学的特性）、15μmの CO2バンド（二酸化炭素は重要な温室効果ガス）、および多くの水の波長バンドがある。
その分光器は、最も遠い銀河、天の川銀河、太陽系外惑星、および太陽系の外側の範囲を発見して特徴づける空の3D調査を可能にする。

## 予備ペイロード
最終報告書に基づくと、3つの機器と、4番目のオプションのアップスコープが必要である。
1. 遠赤外線イメージング旋光計
2. 太陽系外惑星トランジット分光法のための中赤外線機器
3. 広視野低解像度またはシングルビーム高解像度機能を備えた多用途の遠赤外線分光計
4. 非常に高解像度のヘテロダイン分光計